# 特羅希米夫卡 (瓦爾基區)
49°54′5″N 35°35′9″E / 49.90139°N 35.58583°E
特羅希米夫卡（烏克蘭語：Трохимівка）是位於烏克蘭東部的村莊，由哈爾科夫州博霍杜希夫區的瓦爾基市鎮負責管轄。該村始建於1660年，面積7.16平方公里，海拔高度194米，2001年人口66，人口密度每平方公里9.2人。